# NGC 624
NGC 624 je galaksija u zviježđu Kit.

## Vanjske poveznice
- SEDS: NGC 0624